# Biofilter

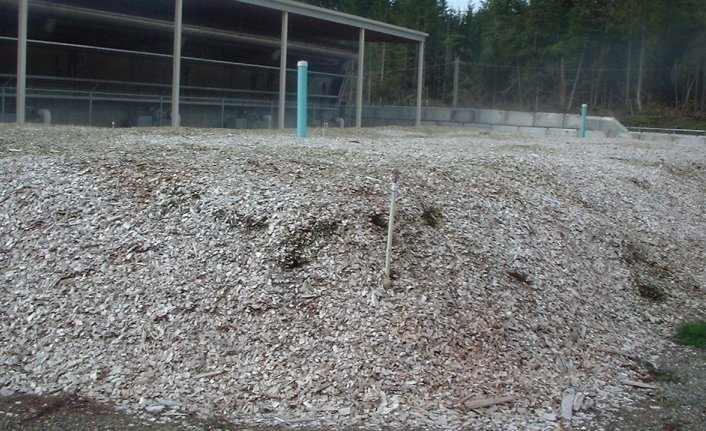
Een biofilter zuivert de lucht van een composteerinstallatie

Een biofilter is een reactor waarbij micro-organismen in een vast bed dienen voor luchtzuivering of waterzuivering.
De micro-organismen zijn meestal bacteriën, schimmels of gisten.
Het vast bed kan bestaan uit houtkrullen, turf, kokosschalen, compost, papier... en dient als drager voor de biofilm met micro-organismen. De drager moet doordringbaar, dus los zijn, zodat er lucht kan doorheen stromen.
en biofilter is geschikt om een groot debiet lucht of water met geringe belading te zuiveren.
De belading mag niet giftig zijn voor de micro-organismen, want dan sterven ze af.
Een biofilter is in vergelijking met andere technieken goedkoop, maar neemt wel veel oppervlakte in beslag.
Het vast bed is typisch 1 tot 1,5 m hoog.
De verblijftijd in het vast bed bedraagt tot 1 minuut. Het is van belang dat het vast bed over heel de oppervlakte gelijkmatig doorstroomd wordt, zonder preferentiële paden.
Het debiet en de belading moeten vrij gelijkmatig zijn voor goede werking.
Het bed moet dus altijd doorstroomd blijven ook als de installatie die de te reinigen luchtstroom levert buiten werking is.
Het vast bed moet altijd vochtig blijven: bij uitdroging sterven de micro-organismen af.
Daarom bevindt zich voor het biofilter meestal een bevochtiger of een natte wasser.
Voor goede werking is het belangrijk om de zuurtegraad te regelen, bijvoorbeeld door kalk toe te voegen.
De temperatuur moet ook binnen bepaalde grenzen blijven: als het bed te koud of te warm wordt, werkt het biofilter niet goed.
Mesofiele micro-organismen werken van 15°C tot 35°C. Thermofiele micro-organismen werken van 40°C tot 55°C. De micro-organismen brengen zelf warmte voort.
Het vast bed gaat 1 tot 10 jaar mee, voordat het aan vervanging toe is.
Een nieuw bed heeft enkele weken tijd nodig om goed te werken: de micro-organismen moeten een evenwicht vinden met hun omgeving.
Het vast bed kan open zijn, waarbij het blootgesteld is aan regen, zon en wind, of gesloten. Een open bed is eenvoudiger en goedkoper, maar kan slecht werken als het door het weer te nat of te droog, te warm of te koud wordt.